# ベンゾイルアセトン
ベンゾイルアセトン（英語: benzoylacetone）は、化学式が C6H5C(O)CH2C(O)CH3 で表される有機化合物である。1,3-ジカルボニルとして、ピラゾールなど多くの複素環の前駆体となる。 主にエノール C6H5C(OH)=CHC(O)CH3 として存在する。共役塩基（pKa=8.7）は、遷移金属やランタノイドと安定な錯体を形成する。